# Símfisi
La símfisi és, en anatomia, el nom que rep un tipus de anfiartrosi o articulació cartilaginosa, en la qual es presenta un disc de fibrocartílag interposat entre les superfícies articulars. Els moviments són limitats i posseeixen poca amplitud en actuar individualment. Quan moltes símfisi actuen en conjunt proveeixen d'absorció de forces de xoc, flexibilitat i força.
L'exemple més significatiu d'aquest tipus d'unions és la símfisi púbica (entre els ossos púbics), si bé hi ha altres exemples en l'anatomia humana o animal. És una part de l'articulació molt important per a l'esquelet humà. Són articulacions dotades de gran moviment